# Vers (Lot)
Vers ist eine Ortschaft und eine Commune déléguée in der französischen Gemeinde Saint Géry-Vers mit 465 Einwohnern (Stand: 1. Januar 2022) im Département Lot in der Region Okzitanien.
Mit Wirkung vom 1. Januar 2017 wurde sie mit der vormaligen Gemeinde Saint-Géry zur Commune nouvelle Saint Géry-Vers zusammengelegt. Beide verfügen in der neuen Gemeinde über den Status einer Commune déléguée. Die Gemeinde Vers gehörte zum Arrondissement Cahors und zum Kanton Cahors-2. 
Nachbarorte sind Cours im Norden, Cabrerets im Nordosten, Saint-Géry im Osten, Arcambal im Süden, Lamagdelaine im Südwesten und Valroufié im Westen.

## Bevölkerungsentwicklung
| Jahr      | 1962 | 1968 | 1975 | 1982 | 1990 | 1999 | 2008 | 2014 |
| --------- | ---- | ---- | ---- | ---- | ---- | ---- | ---- | ---- |
| Einwohner | 367  | 380  | 357  | 337  | 390  | 398  | 413  | 418  |

## Sehenswürdigkeiten
- Kirche Notre-Dame-de-Vêles aus dem 13. Jahrhundert, Monument historique[1]

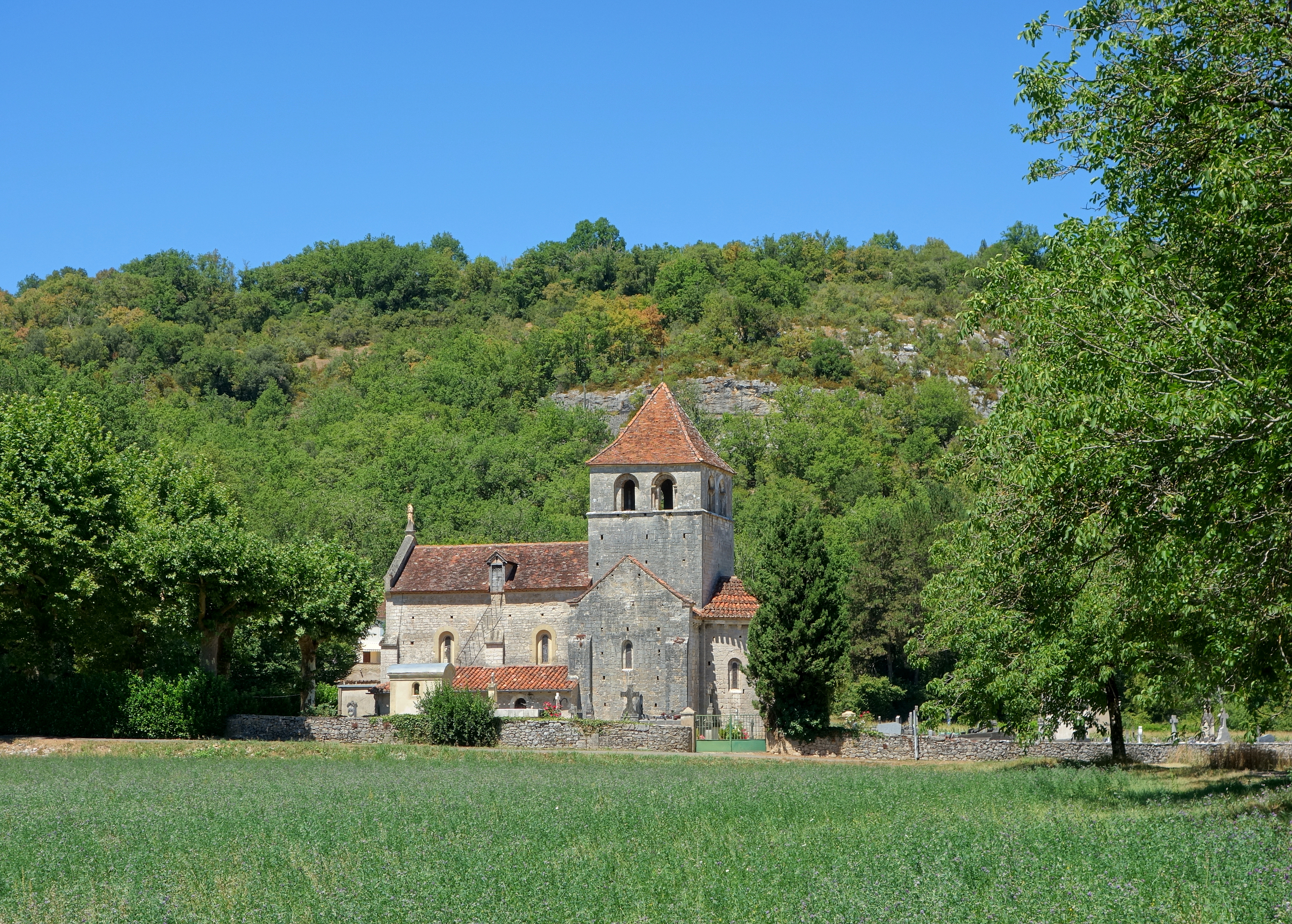
Notre-Dame-de-Vêles
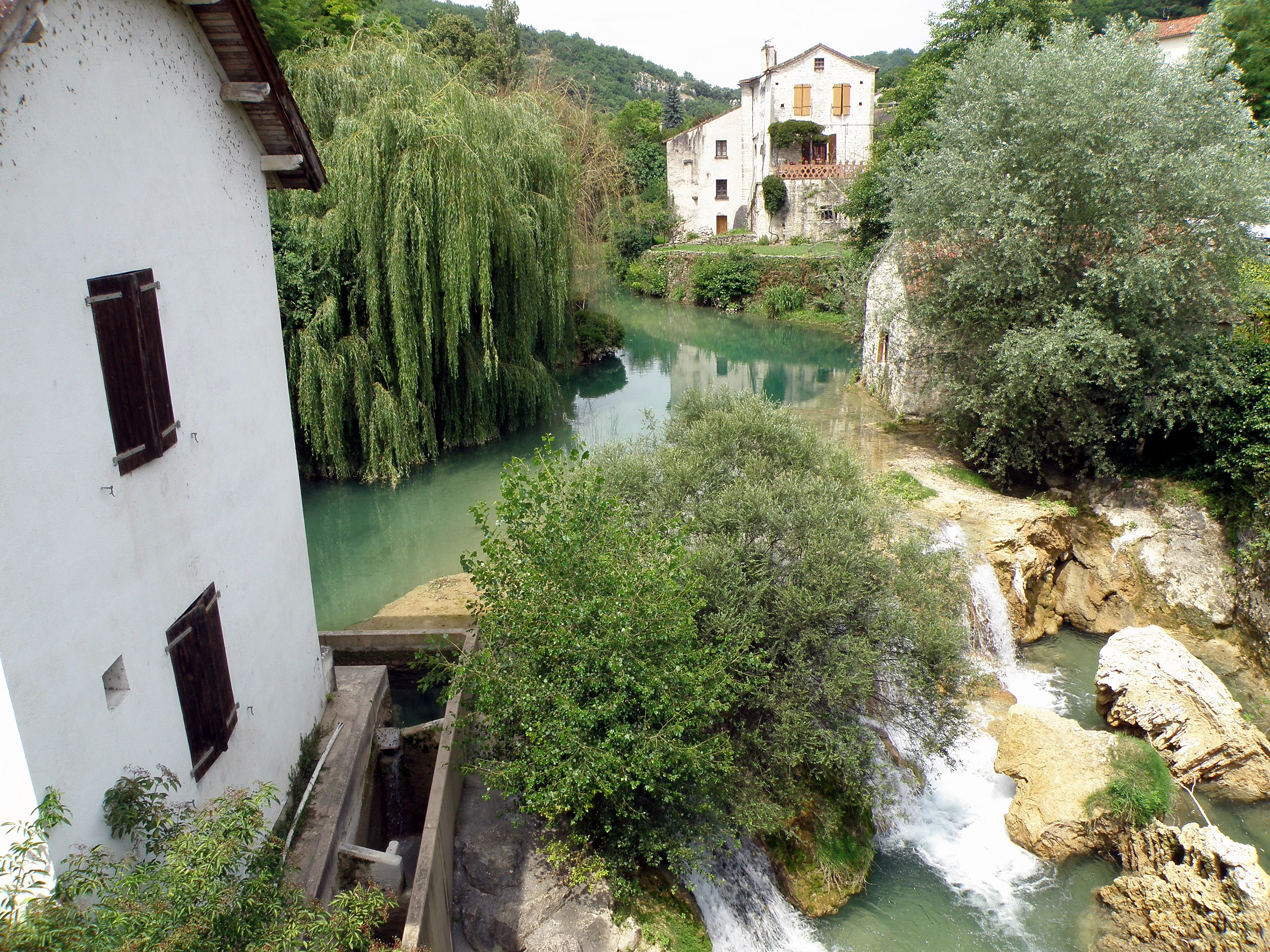
Wassermühle am Vers